# Karine Gil
Karine Gil es una bióloga, ecóloga, música, profesora y pianista venezolana.

## Educación
Egresada del Conservatorio Nacional de Música Juan José Landeta en Caracas, Venezuela en 1983. 

## Carrera
Ha presentado recitales en diversas salas del país y conciertos con la Orquesta Sinfónica Juvenil J.J. Landaeta y Sinfónica del Zulia. Directora, fundadora y profesora de piano del Centro de Estudios Musicales “Karine Gil de Weir” FUNDACEM desde 1989, y profesora del Conservatorio de Música J. L. Paz en Maracaibo. En 1997 es reconocida como Valor Artístico del Zulia. Desde el 2002 comenzó su proyección internacional dando clases y recitales de piano en Estados Unidos, Suecia y México.
Su producción de un álbum de piezas con música de Venezuela titulado, Venezuela Mía, Vol. 1. es una de las mayores contribuciones a la difusión de la cultura y folklore de su país natal. Actualmente prepara su segundo disco con piezas de su propia inspiración. 
Como profesora, Karine es miembro activo de la asociación de profesores de música de Estados Unidos, en Texas, del condado de Brazos Valley, y recientemente es nuevo miembro de la asociación de profesores de música de Nebraska.
Karine además estudió Biología en la Universidad Simón Bolívar, tiene una Licenciatura en Biología en 1984, un máster en Ecología Aplicada de la Universidad del Zulia en 2000, y un doctorado en Fauna Silvestre y Pesquería (Texas A&M University, 2005). Además estuvo en una posición postdoctoral en la Academia Real de Ciencias de Suecia en Estocolmo, entre el 2006-2007, y actualmente es ecóloga en la organización Platte River Whooping Crane Trust, en Wood River, Nebraska. Su experiencia es en ecología de aves.

## Vida personal
Está radicada en Nebraska, Estados Unidos.